# Pack-In-Video
Pack-In-Video (パック・イン・ビデオ? också Pack-In-Soft) var ett japanskt datorspelförlag och utvecklare. De spel som publicerades var mest fokuserade på den japanska marknaden, även om några titlar har publicerats utomlands. I oktober 1996 fusionerades företaget med datorspelavdelningen på Victor Entertainment och blev Victor Interactive Software.